# Astronia viridifolia
Astronia viridifolia är en tvåhjärtbladig växtart som beskrevs av Adolph Daniel Edward Elmer. Astronia viridifolia ingår i släktet Astronia och familjen Melastomataceae. Inga underarter finns listade i Catalogue of Life.